# Bakousa kenepai
Bakousa kenepai е вид ракообразно от семейство Gecarcinucidae.

## Разпространение
Видът е разпространен в Индонезия (Калимантан) и Малайзия (Саравак).